# Leão (província)
Leão (em castelhano e galego: León; em leonês: Llión) é uma província situada na parte noroeste da comunidade autónoma de Castela e Leão. Ela faz fronteira com as províncias de Astúrias, Lugo, Ourense, Zamora, Valladolid, Palência e Cantábria. Tem uma extensão de 15.570 km², uma população de 463.746 habitantes (2018) e densidade demográfica de 29,8 hab./km².